# Aucklandella thyellma
Aucklandella thyellma är en stekelart som först beskrevs av Cameron 1898.  Aucklandella thyellma ingår i släktet Aucklandella och familjen brokparasitsteklar. Inga underarter finns listade.